# Louise-Joséphine Sarazin de Belmont
Louise-Joséphine Sarazin de Belmont (Versalles, 14 de febrero de 1790– París, 1870 o 1871) es una pintora y litógrafa francesa especializada en pintura del paisaje.

## Biografía
Discípula de Pierre-Henri de Valenciennes, exponente del plenairismo, ya en 1812 comienza a exponer su obra en el Salón de París. En 1830, aconsejada por su antiguo maestro, pasa una temporada en los Pirineos; se instala en la barraca de un pastor en el valle de Jeret donde practica la pintura al aire libre, al óleo en pequeños formatos. Al año siguiente presentó al salón oficial las obras realizas en su retiro pirenaico por las que fue galardonadas con una medalla de segunda clase. Este premio la va animar a dibujar una serie de litografías, presentadas bajo una colección titulada Vues des Pyrénées. En 1834 obtuvo el primer premio en el Salón.
Durante el resto de su vida continuó pintando paisajes aprovechando sus viajes: de 1836 a 1837 por Nantes y Bretaña; entre 1841 y 1865 vivió en Italia, pintando paisajes de Roma, Florencia, Nápoles y Orvieto.  Sufragó sus viajes mediante la venta de sus obras en subastas que ella misma organizaba. En 1861 ganó otra medalla en Salón. En 1865 regresó definitivamente a París, presentando sus últimas obras al Salón en 1868 fuera de concurso.

## Obra
Su obra se basó en general en paisajes que incluían escenas históricas o pastorales. Se la considera una de las precursoras de la puesta en valor del paisaje en la pintura, hasta entonces considerado de poca importancia y que ganaría consideración en la segunda mitad del siglo XIX. Durante su carrera contó con el mecenazgo de la emperatriz Josefina y más tarde de la duquesa de Berry.

## Galería

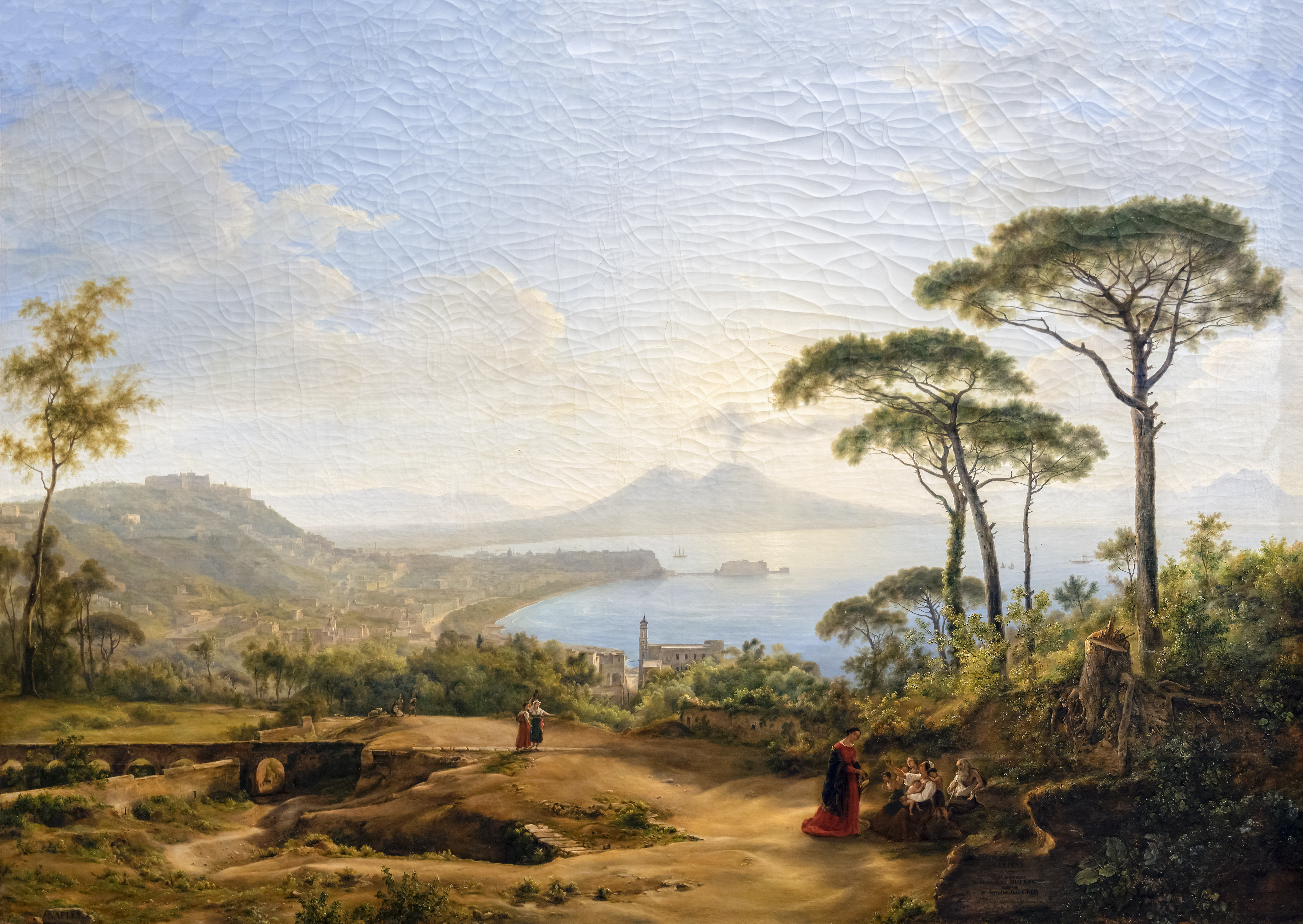
Augustins - Naples, vue du Pausilippe
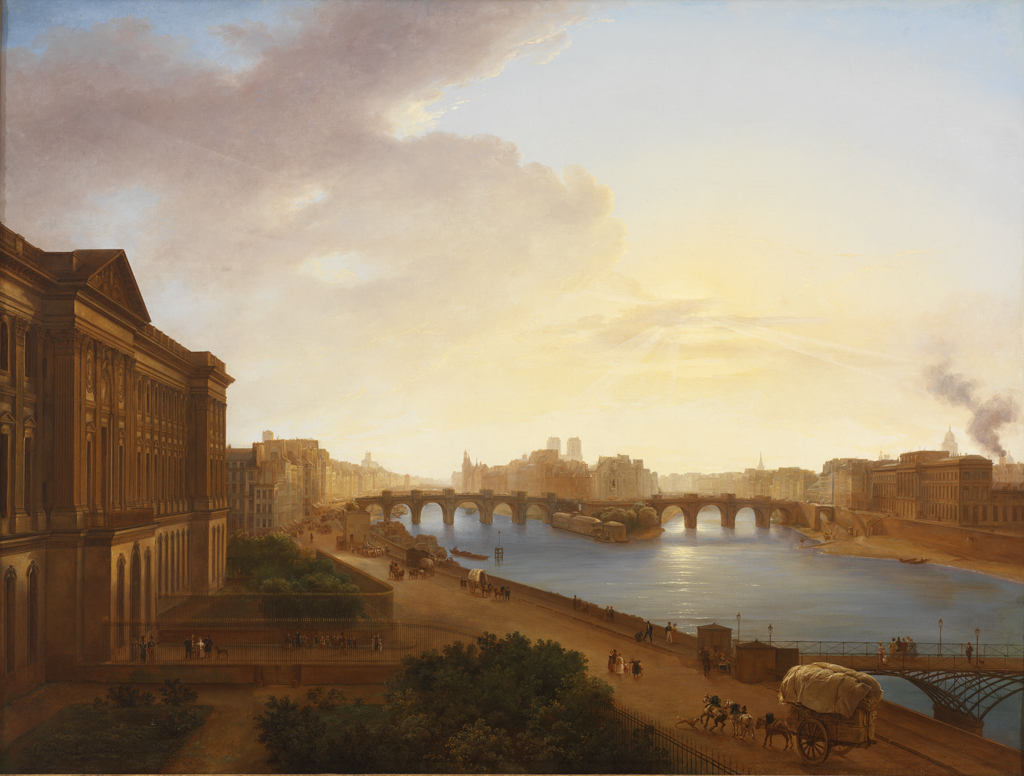
A View of Paris from the Louvre (Una vista de París desde el Louvre) Rhode Island School of Design Museum
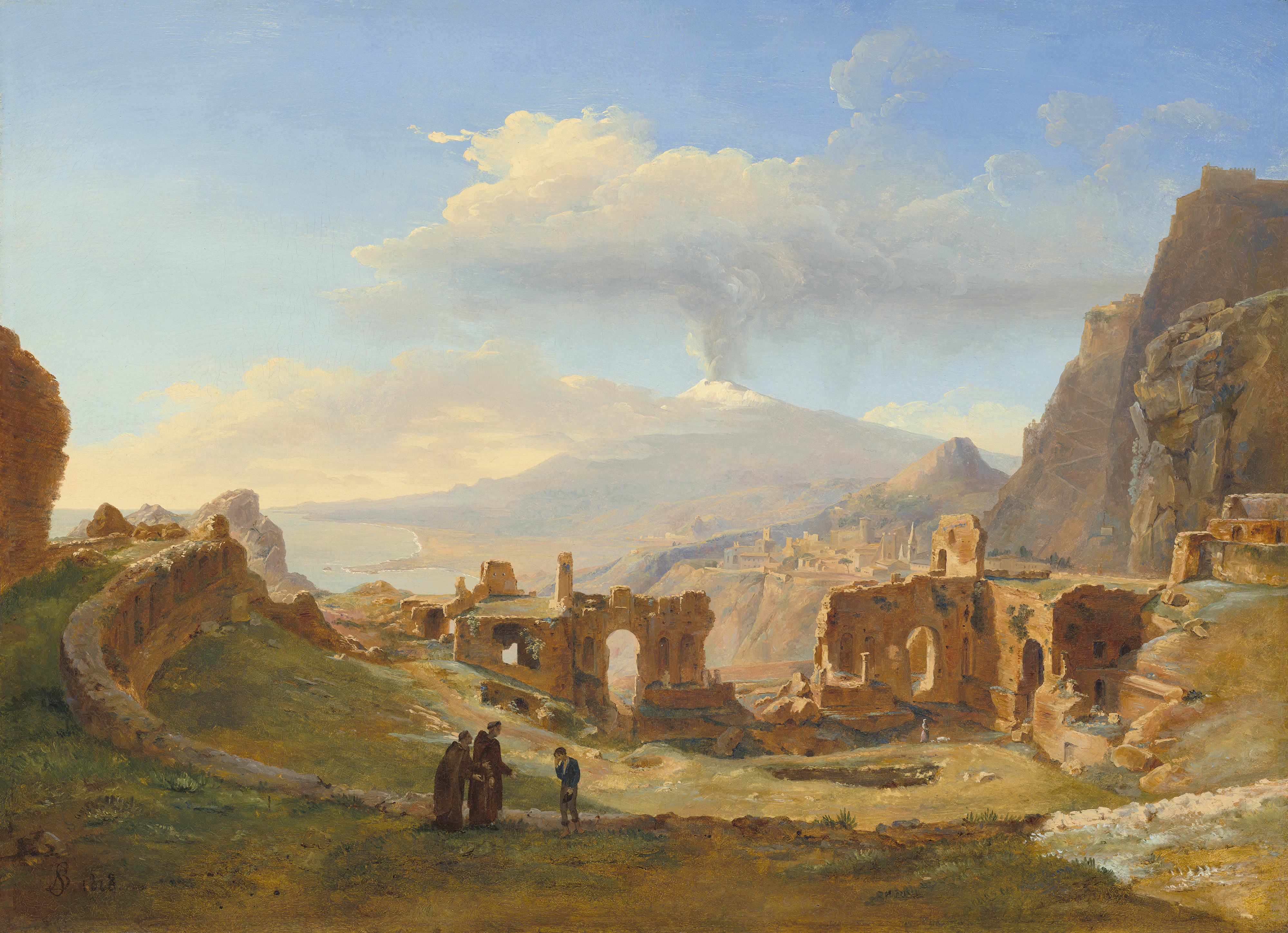
The Roman Theater at Taormina (El Teatro Romano de Taormina) 1828
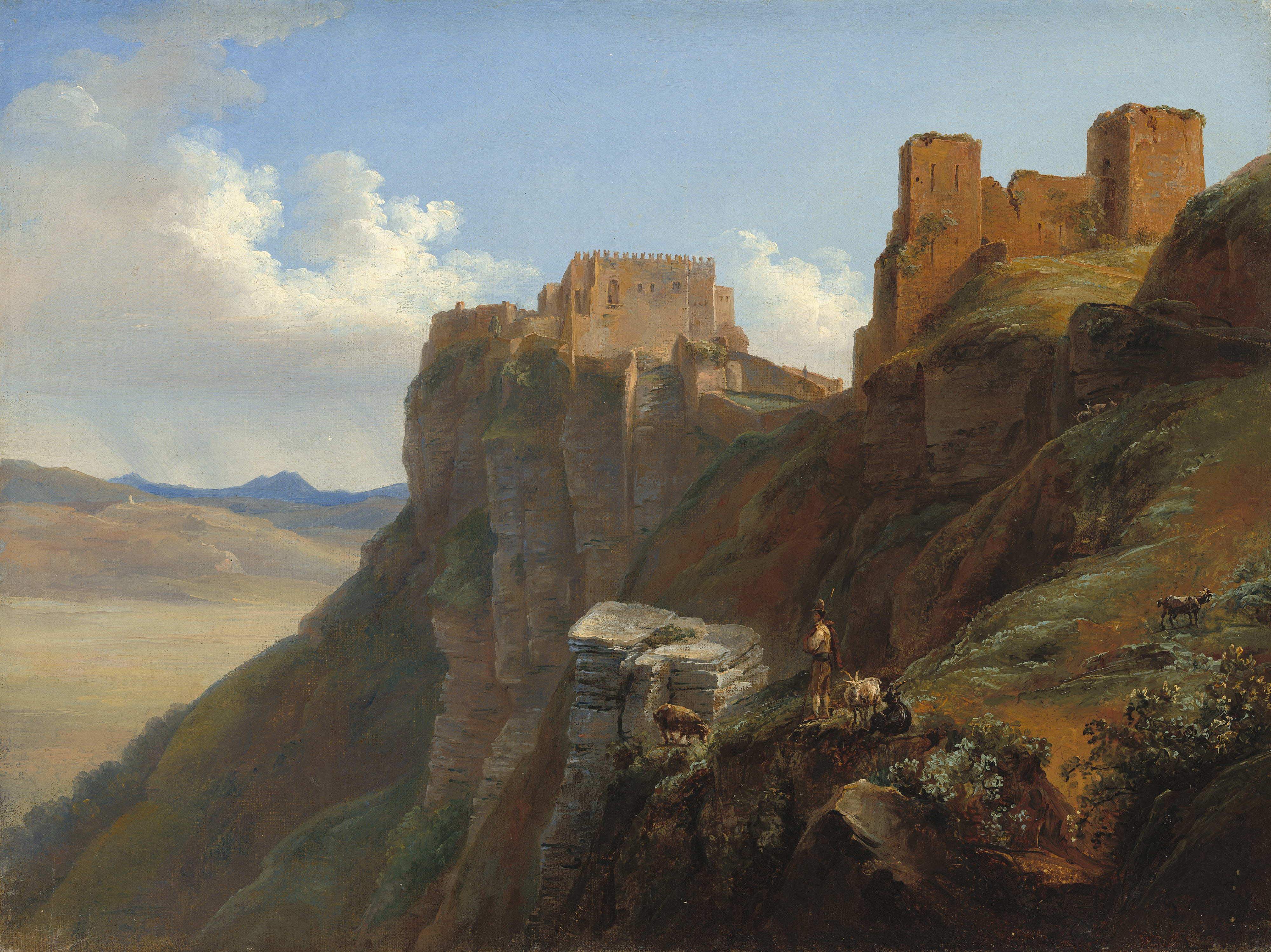
View of the Castello di San Giuliano, near Trapani, Sicily (Vista del Castillo de San Giuliano, cerca de Trapani, Sicilia) 1824-1826
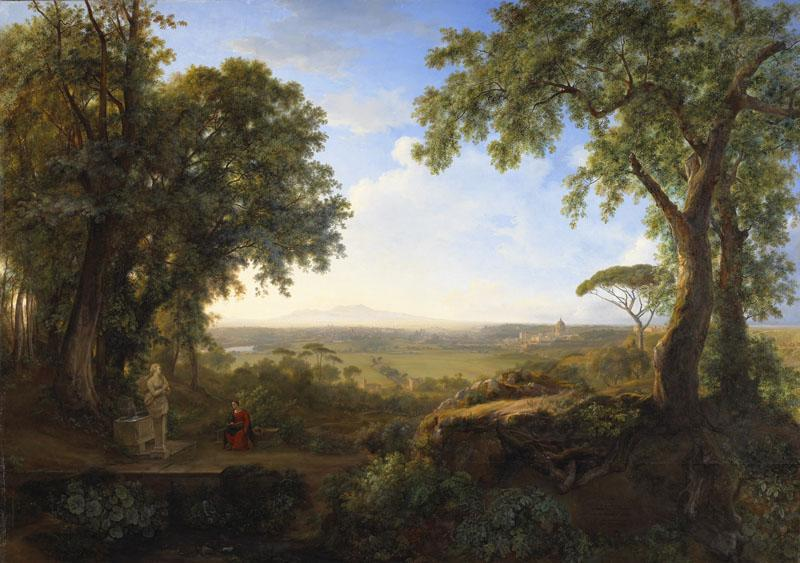
Vue de Rome (vista de Roma)
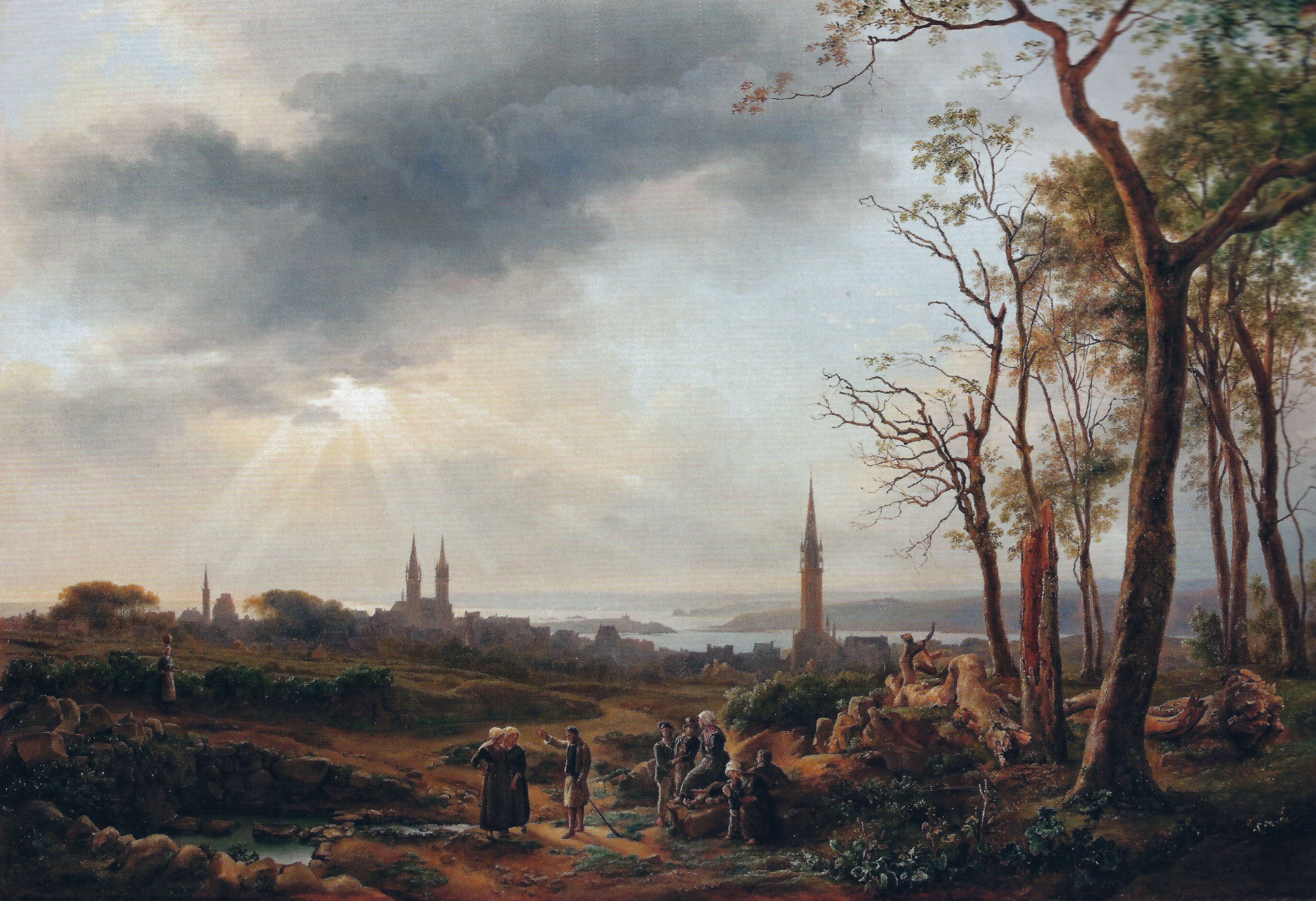
Vue de la ville de Saint-Pol-de-Léon (Vista de la ciudad de Saint-Pol-de-Léon)
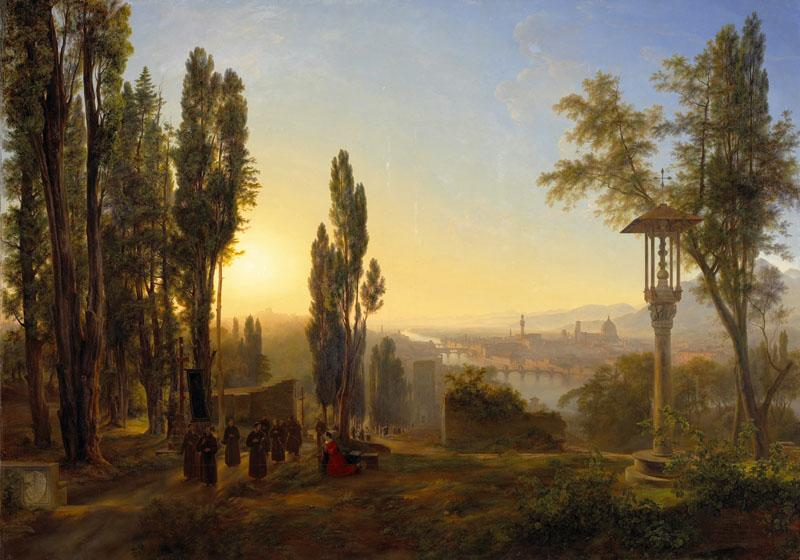
Vue de Florence (Vista de Florencia)
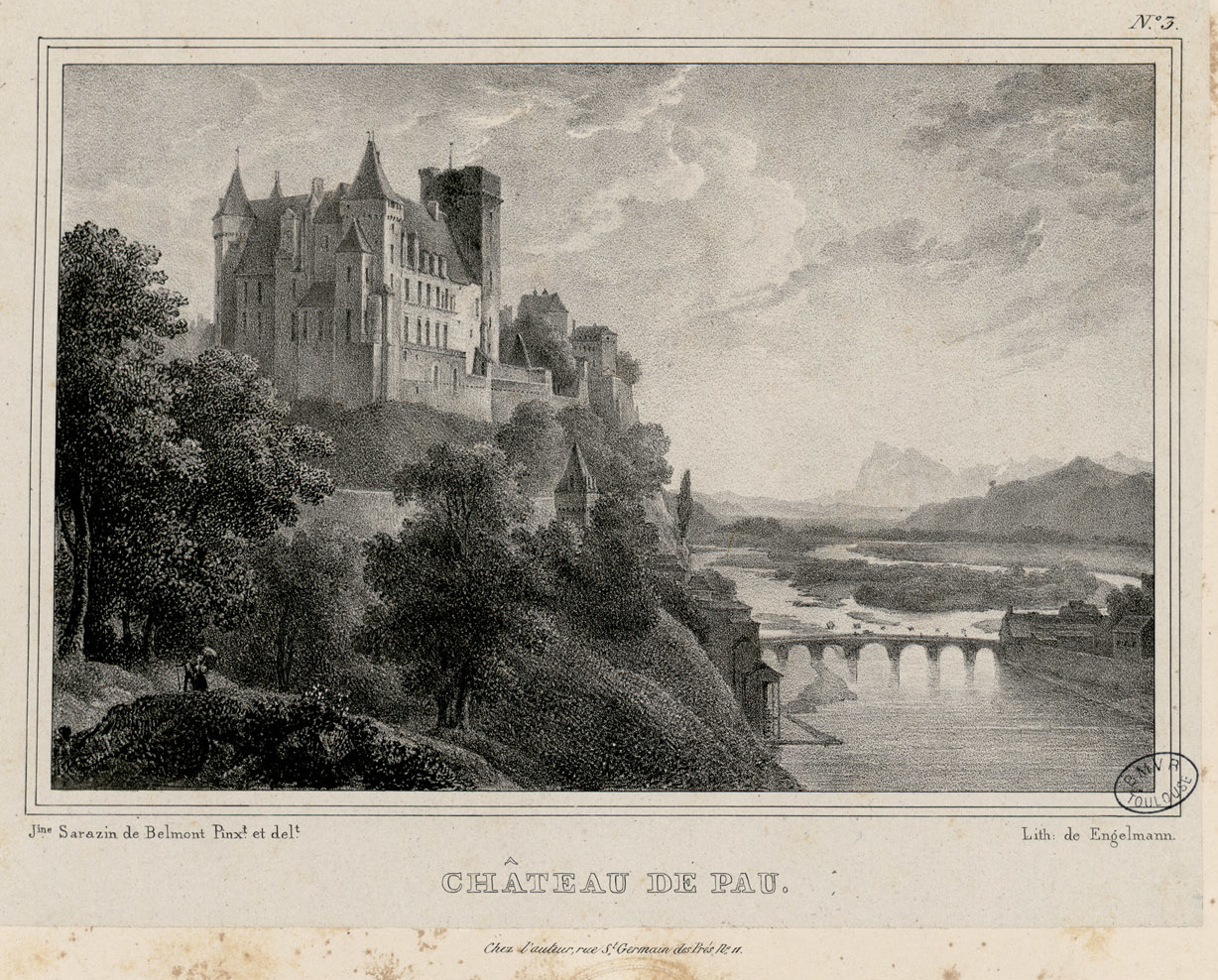
Château de Pau (Castillo de Pau)
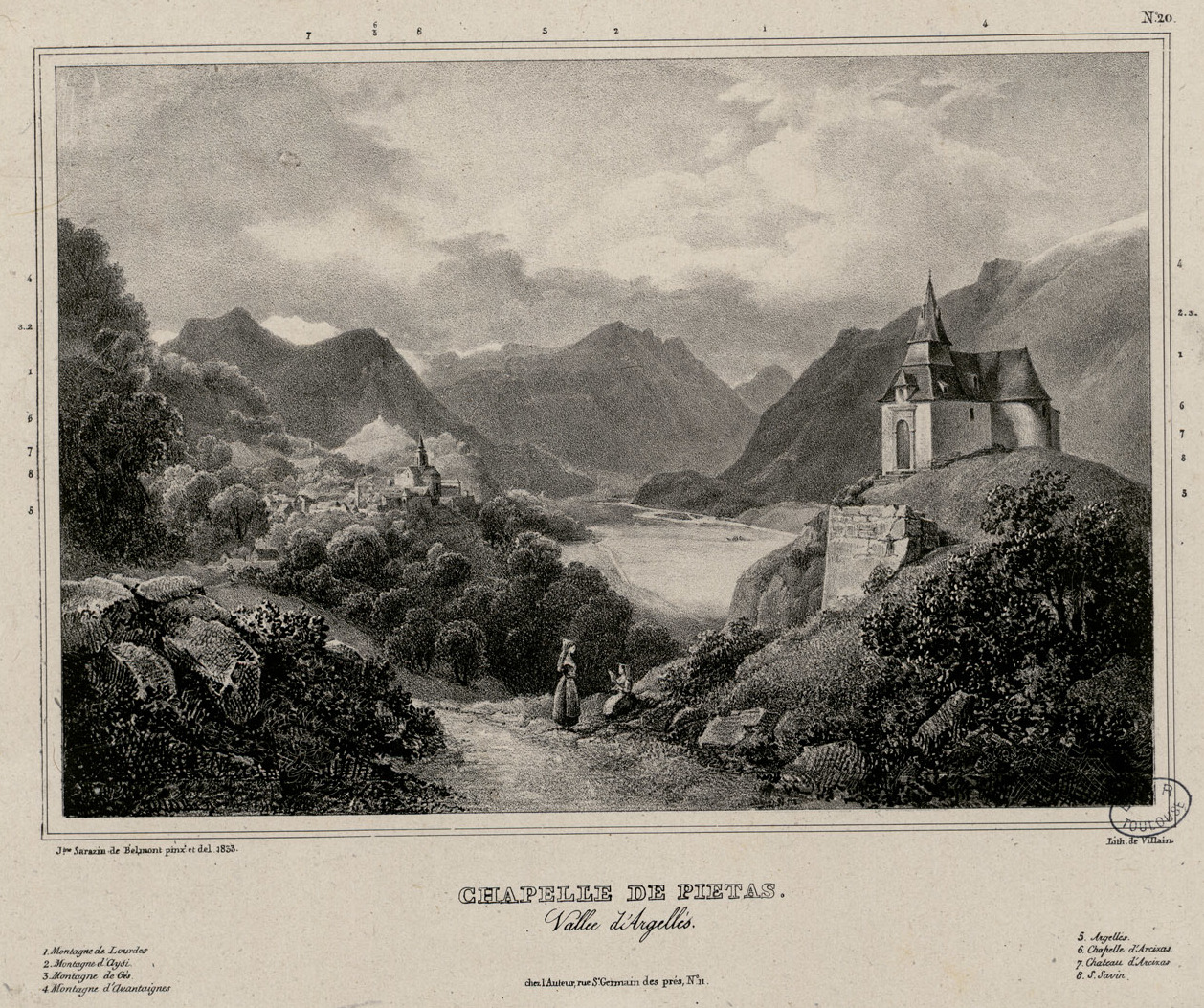
Chapelle de Pietas, vallée d' Argellès (Capilla de Pietas, valle de Argellès)